# Menthonnex-en-Bornes
Menthonnex-en-Bornes is een gemeente in het Franse departement Haute-Savoie (regio Auvergne-Rhône-Alpes) en telt 610 inwoners (1999). De plaats maakt deel uit van het arrondissement Saint-Julien-en-Genevois.

## Geografie
De oppervlakte van Menthonnex-en-Bornes bedraagt 8,6 km², de bevolkingsdichtheid is 70,9 inwoners per km².
De onderstaande kaart toont de ligging van Menthonnex-en-Bornes met de belangrijkste infrastructuur en aangrenzende gemeenten.

## Demografie
Onderstaande figuur toont het verloop van het inwonertal (bron: INSEE-tellingen).